# 석송초등학교
석송초등학교는 대한민국 충청남도 공주시에 있는 공립 초등학교이다.

## 학교 연혁
- 1949.09.30 석송초등학교 개교
- 1968.03.01 20학급 편성 운영
- 1974.09.02 화봉분교장 개설(설립인가 3월 1일)
- 1979.03.01 화봉국민학교 개교
- 1984.03.01 병설 유치원 개원
- 1995.03.01 급식학교 운영
- 1999.03.01 화봉분교장 통합(총졸업생 19회,480명)
- 2002.03.01 공주시 지정 환경교육 시범학교 운영
- 2002.08.31 다목적교실 준공
- 2006.03.01 공주시 지정 환경교육 시범학교 운영
- 2007.01.05 도서관 선진화사업
- 2007.11.05 과학실, 보건실 선진화사업
- 2008.09.30 보육교실, 영어체험실 구축 완료
- 2010.11.08 한자이해교육 시범학교 운영(시지정)
- 2011.07.11 급식실 신축
- 2012.11.20 운동장 놀이기구 시설
- 2012.11.22 융합형 창의체험 프로그램을 통한 감성있는 스마트 학생 기르기
- 2014.03.01 1학년 6명 입학, 유치원 9명 취원
- 2015.02.16 제65회 졸업(졸업생 4,572명 배출)
- 2015.03.01 초등 6학급, 유치원 1원 편성 운영

## 참고 자료
- 석송초등학교 - 한국교육학술정보원 학교알리미